# 清水薬品販売
清水薬品販売株式会社（しみずやくひんはんばい）は、富山県高岡市御馬出78に本社を置き、主として医療用医薬品卸売業を営んだ会社である。1990年（平成2年）8月、愛知県のスズケンに営業譲渡した。

## 概要
- 代表取締役社長 清水幸次

## 沿革
- 富山県高岡市御馬出78に清水薬局の卸部門として創業
- 清水薬局の卸部門を「清水薬品販売株式会社」に商号変更
- 1977年（昭和52年）当時、富山県医薬品卸業協同組合の組合員
- 1990年（平成2年）8月、愛知県のスズケンに営業譲渡

## 事業所
- 富山出張所 富山県富山市大泉東1-6-17